# Antonio Di Pietro
Antonio Di Pietro (Montenero di Bisaccia, 2 de outubro de 1950) é um ex-magistrado do Ministério Público - Promotor, advogado e político italiano, principal nome do partido de esquerda Itália dos Valores.
É parlamentar da Câmara dos Deputados da Itália (XV e XVI legislaturas) e foi membro do Senado na XIII legislatura.
Fez parte da operação Mãos Limpas como promotor público e em 1996 deu início à sua carreira política, tendo fundado em 1998 o seu novo partido.